# Verzorgingsplaats Patiel
Verzorgingsplaats Patiel is een verzorgingsplaats, gelegen aan de A2 Luik-Amsterdam tussen afritten 58 en 57, ongeveer 5 kilometer na de grens met België ter hoogte van Eijsden. Het is de meest zuidelijk gelegen verzorgingsplaats in Nederland. 
De verzorgingsplaats ligt parallel aan de weg "Uit de Pateel" waar overigens een weg op uitkomt die de "Platielweg" heet.
Het tankstation was tot 2007 in handen van BP. Daarna is het in handen gekomen van Gulf.
Aan de andere kant van de snelweg ligt even verderop verzorgingsplaats Knuvelkes.

## Oplaadpunt
De verzorgingsplaats beschikt ook over een overdekt oplaadpunt in de vorm van een snellaadstation voor elektrische auto's, geëxploiteerd door Fastned. Hiermee kunnen elektrische voertuigen binnen korte tijd worden opgeladen. De overkapping voorziet in de stroomvoorziening door middel van zonnepanelen.
Richting Eijsden:
Haarrijn · 
IJsselstein · 
Bisde · 
De Lucht West · 
Velder · 
't Haasje · 
Roevenpeel · 
Ellerbrug · 
Het Anker · 
Vossedal · 
Knuvelkes
Richting Amsterdam:
Patiel · 
Meerssen · 
Kruisberg · 
Swentibold · 
Bosserhof ·
Meiberg · 
Groote Bleek · 
Ooiendonk · 
De Lucht Oost · 
Lingehorst · 
Jutphaas · 
Ruwiel